# Глува соба
Глува соба је просторија чији су зидови обложени влакнастим материјалима који апсолутно „упијају“ звук, и не дозвољавају звуку да се рефлектује (одбије) од зидова.
Служи за испитивање микрофона и звучника.
Поред глуве собе која упија звуке из фреквентног опсега које чује људско ухо (50 херца – 16000 херца) постоје и глуве собе за испитивање и на другим, знатно вишим учестаностима. Зидови тих соба „упијају“ учестаности које су предмет испитивања. Примера ради постоје глуве собе за учестаности више стотина мегахерца па до више десетина гигахерца. Ове собе служе за испитивање антена.